# Nogent-sur-Vernisson
Nogent-sur-Vernisson és un municipi francès, situat al departament del Loiret i a la regió de Centre – Vall del Loira. L'any 2007 tenia 2.526 habitants.

## Demografia

### Població
El 2007 la població de fet de Nogent-sur-Vernisson era de 2.526 persones. Hi havia 1.067 famílies, de les quals 357 eren unipersonals (153 homes vivint sols i 204 dones vivint soles), 353 parelles sense fills, 263 parelles amb fills i 94 famílies monoparentals amb fills.
La població ha evolucionat segons el següent gràfic:
Habitants censats

### Habitatges
El 2007 hi havia 1.336 habitatges, 1.087 eren l'habitatge principal de la família, 138 eren segones residències i 111 estaven desocupats. 1.062 eren cases i 268 eren apartaments. Dels 1.087 habitatges principals, 694 estaven ocupats pels seus propietaris, 381 estaven llogats i ocupats pels llogaters i 13 estaven cedits a títol gratuït; 37 tenien una cambra, 87 en tenien dues, 229 en tenien tres, 341 en tenien quatre i 392 en tenien cinc o més. 790 habitatges disposaven pel capbaix d'una plaça de pàrquing. A 569 habitatges hi havia un automòbil i a 357 n'hi havia dos o més.

### Piràmide de població
La piràmide de població per edats i sexe el 2009 era:
| Homes | Edats   | Dones |
| ----- | ------- | ----- |
| 0     | 95 o +  | 0     |
| 0     | 90 a 94 | 8     |
| 8     | 85 a 89 | 24    |
| 24    | 80 a 84 | 36    |
| 52    | 75 a 79 | 104   |
| 84    | 70 a 74 | 80    |
| 84    | 65 a 69 | 100   |
| 56    | 60 a 64 | 56    |
| 60    | 55 a 59 | 60    |
| 80    | 50 a 54 | 96    |
| 68    | 45 a 49 | 96    |
| 80    | 40 a 44 | 60    |
| 64    | 35 a 39 | 68    |
| 112   | 30 a 34 | 84    |
| 104   | 25 a 29 | 80    |
| 36    | 20 a 24 | 40    |
| 76    | 15 a 19 | 52    |
| 96    | 10 a 14 | 80    |
| 84    | 5 a 9   | 56    |
| 84    | 0 a 4   | 36    |

## Economia
El 2007 la població en edat de treballar era de 1.544 persones, 1.013 eren actives i 531 eren inactives. De les 1.013 persones actives 856 estaven ocupades (476 homes i 380 dones) i 158 estaven aturades (80 homes i 78 dones). De les 531 persones inactives 202 estaven jubilades, 194 estaven estudiant i 135 estaven classificades com a «altres inactius».

### Ingressos
El 2009 a Nogent-sur-Vernisson hi havia 1.139 unitats fiscals que integraven 2.566 persones, la mediana anual d'ingressos fiscals per persona era de 17.704 €.

### Activitats econòmiques
Dels 110 establiments que hi havia el 2007, 5 eren d'empreses alimentàries, 1 d'una empresa de fabricació de material elèctric, 1 d'una empresa de fabricació d'elements pel transport, 2 d'empreses de fabricació d'altres productes industrials, 30 d'empreses de construcció, 21 d'empreses de comerç i reparació d'automòbils, 6 d'empreses de transport, 7 d'empreses d'hostatgeria i restauració, 1 d'una empresa d'informació i comunicació, 4 d'empreses financeres, 1 d'una empresa immobiliària, 13 d'empreses de serveis, 12 d'entitats de l'administració pública i 6 d'empreses classificades com a «altres activitats de serveis».
Dels 41 establiments de servei als particulars que hi havia el 2009, 1 era una oficina de correu, 2 oficines bancàries, 2 tallers de reparació d'automòbils i de material agrícola, 1 autoescola, 5 paletes, 3 guixaires pintors, 6 fusteries, 6 lampisteries, 4 electricistes, 3 perruqueries, 1 veterinari, 1 agència de treball temporal, 4 restaurants i 2 agències immobiliàries.
Dels 10 establiments comercials que hi havia el 2009, 1 era un hipermercat, 3 fleques, 2 carnisseries, 2 botigues de roba i 2 floristeries.
L'any 2000 a Nogent-sur-Vernisson hi havia 11 explotacions agrícoles que ocupaven un total de 1.566 hectàrees.

## Equipaments sanitaris i escolars
L'únic equipament sanitari que hi havia el 2009 era una farmàcia.
El 2009 hi havia 1 escola maternal i 1 escola elemental.

## Poblacions més properes
El següent diagrama mostra les poblacions més properes.